# Willem van de Velde (1611–1693)

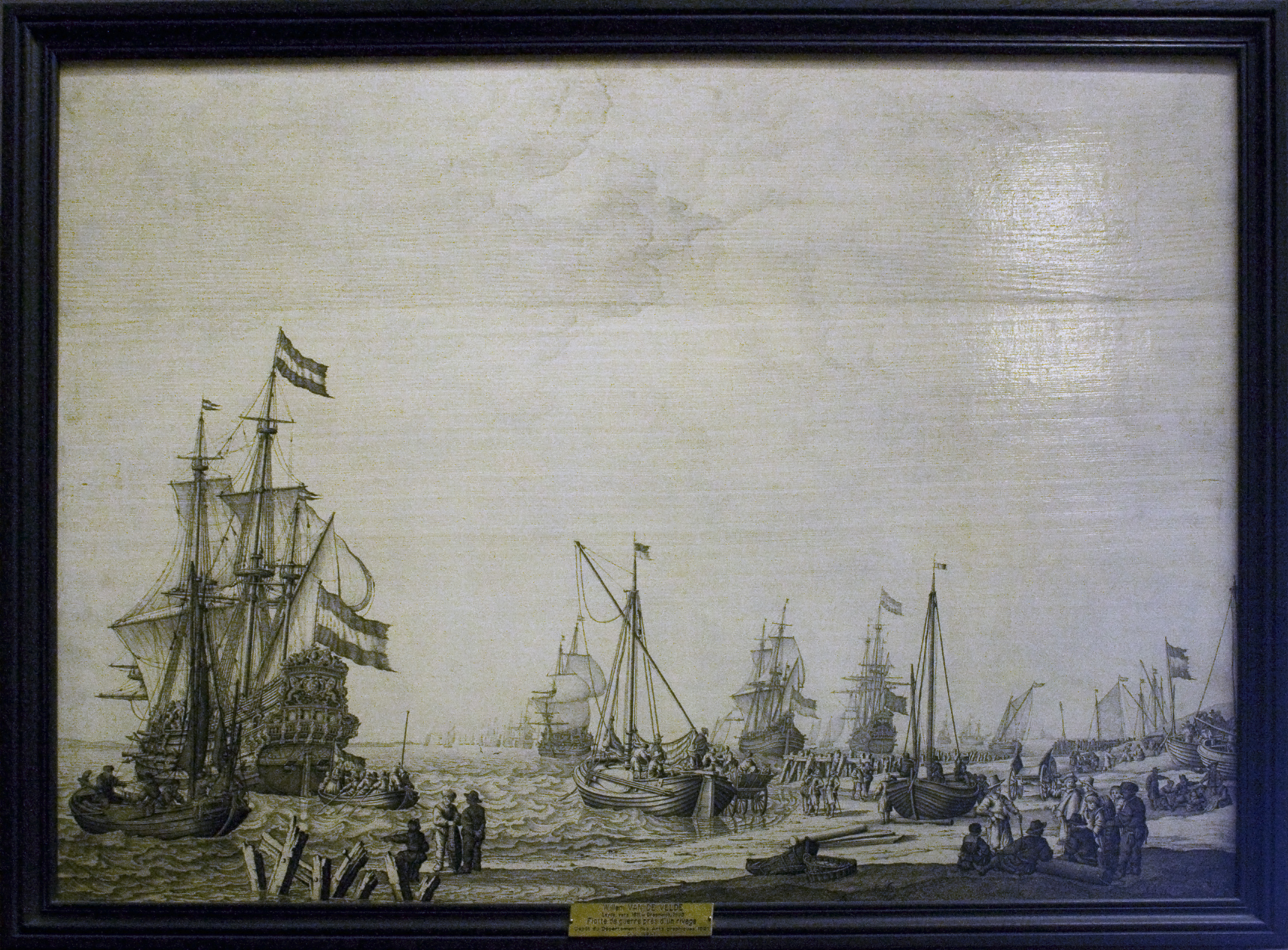
Hadiflotta partközelben

Id. Willem van de Velde (Leiden, 1611 körül – London, 1693. december 13.) holland festő.

## Élete
Willem van de Velde, akit hasonnevű és szintén festő fiától való megkülönböztetés érdekében idősebbnek neveznek, egy flamand hajóskapitány fia volt és szinte a tengeren nevelkedett. Családjában számos festő volt, testvére, Esaias (1590 körül született), unokatestvére Jan II. (1593-ban született), unokaöccsei, Anthonie (1617, Esaias fia) és Jan III. (1620, Jan II. fia) valamint saját fiai, ifjabb Willem (1633) és Adriaan (1638-ban keresztelték) valamennyien festők voltak.
Ifjúkorában sokat hajózott apjával és amikor a festészet felé fordult, akkor is a hajózásra és tengeri csatajelenetekre specializálta magát. Idővel a holland flotta hivatásos rajzolója/festője lett.
1631-ben feleségül vette Judith Adriaensdochter van Leeuwent Leidenben. Két, később festővé vált fia előtt egy lánya is született törvényes házasságából. Családi élet meglehetősen viharos volt, 1653-ban két gyermeke is született házasságon kívül, a szolgálólányuktól illetve annak barátnőjétől. 1672-ben felesége elvált tőle, egy férjes asszonnyal folytatott viszonya miatt, de a festő később mégis elvitte magával őt Angliába, mint ahogy 1672-ben elhunyt Adriaan fia gyermekét is magához vette.
1672-ben ugyanis, éppen amikor harmadik holland-angol tengeri háború kezdődött, Willem van de Velde idősebb fiával együtt Angliába költözött és II. Károly angol király szolgálatába állt, a királyi udvarban kapott elhelyezést. Később, II. Mária és III. Vilmos közös uralkodása idején már nem részesült ebben a megtiszteltetésben. 1691-ben a Sackville Street-en lakott, a mai Piccadilly Circus közelében, az ottani Szt. Jakab-templomban temették el 1693-ban.

## Pályafutása
A holland flotta hivatásos festőjeként részt vett a híres négynapos csatában (1666. június 1-4.), valamint a Szent Jakab-napi csatában (1666. július 25.), amelyek során vázlatokat készített a hadműveletekről. Egy anekdota szerint megkérte Michiel de Ruyter admirálist, hogy bocsásson rendelkezésére egy gályát annak érdekében, hogy jobb szögből készíthesse el rajzait a harc alakulásáról. Ezt a tengeri csatát a fia, valamint Ludolf Bakhuizen és Pieter Cornelisz van Soest is megörökítette festményeken.
Képeinek nagy részét tollrajzként, illetve grisaille-ként készítette, mint az itt látható művét is, ami a Louvre-ban látható.